# All or Nothing (canción de Theory of a Deadman)
«All or Nothing» es una canción de la banda de rock canadiense Theory of a Deadman y es el tercer sencillo de su tercer álbum de estudio Scars & Souvenirs (2008). La pista fue escrita por el cantante y guitarrista de la banda, Tyler Connolly, sobre el encuentro con su esposa, y fue producida por Howard Benson.
La canción alcanzó el número 22 en la lista Billboard Canadian Hot 100 y el número 99 en Billboard Hot 100, y fue certificado platino por Music Canada y oro por la Recording Industry Association of America. Su video musical fue dirigido por Davin Black y fue nominado a tres premios en los MuchMusic Video Awards 2009.

## Composición
"All or Nothing" es una balada escrita por el cantante y guitarrista de Theory of a Deadman, Tyler Connolly. La letra rodea los eventos de cuando Connolly conoció a su ahora exesposa, la actriz canadiense Christine Danielle.

## Video musical
El video musical fue dirigido por Davin Black y producido por Robert Wilson, el video musical de "All or Nothing" presenta a la banda actuando entre una multitud de personas que pasan. La historia está ambientada en la década de 1950 y se centra en un hombre que se marcha a una carrera callejera contra otro grupo de personas para gran parte de la oposición de su pareja. 
El video fue nominado en los premios MuchMusic Video Awards de 2009 como "Mejor director", "Mejor fotografía" y "MuchLOUD Mejor video de rock".

## Posicionamiento en lista
| Lista (2008)                     | Mejor posición |
| -------------------------------- | -------------- |
| Canada (Canadian Hot 100)        | 22             |
| Lista (2010)                     | Mejor posición |
| US Billboard Hot 100             | 99             |
| US Adult Top 40 (Billboard)      | 17             |
| US Mainstream Top 40 (Billboard) | 40             |